# قرية بيئية

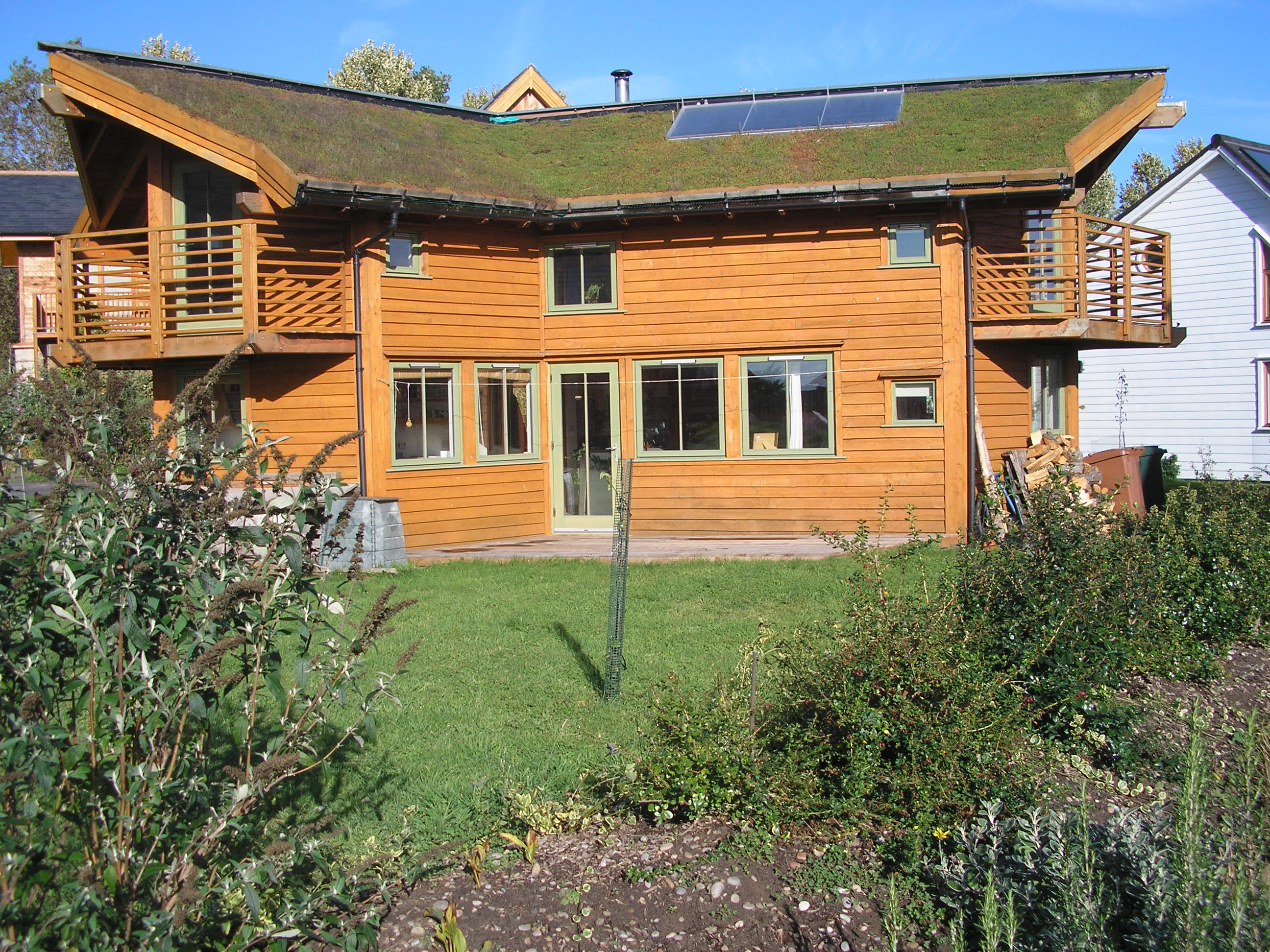
منزل صديق للبيئة في قرية فيندهورن البيئية مزود سقفه بألواح ضوئية جهدية

القرية البيئية مجتمع تقليدي أو متعمد، بهدف أن تصبح أكثر استدامة اجتماعيًا وثقافيًا واقتصاديًا و/ أو بيئيًا. تسعى القرية البيئية إلى إحداث أقل تأثير سلبي ممكن على البيئة الطبيعية، من خلال التصميم المادي المتعمد وخيارات السلوك الحضري. صُممت بوعي من خلال العمليات التشاركية المملوكة محليًا لتجديد بيئاتها الاجتماعية والطبيعية واستعادتها. يتراوح عدد سكان معظم القرى البيئية بين 50 و250 فردًا، على الرغم من أن بعضها أصغر، وغالبًا ما تكون القرى البيئية التقليدية أكبر بكثير.
توحّد القرى البيئية الأكبر غالبًا كشبكات للمجتمعات الفرعية الأصغر. نمت بعض القرى البيئية من خلال الأفراد أو العائلات أو المجموعات الصغيرة الأخرى ذات التفكير المماثل -الذين ليسوا أعضاءً في البداية على الأقل- والذين استقروا على محيط القرية البيئية وشاركوا بحكم الواقع في المجتمع.
توحّد القرويون البيئيون بالقيم البيئية والاجتماعية-الاقتصادية والثقافية الروحية المشتركة، ويبحث القرويون البيئيون بشكل ملموس عن بدائل لأنظمة الكهرباء والمياه والنقل وأنظمة معالجة النفايات المدمرة بيئيًا، فضلًا عن النظم الاجتماعية الأكبر التي تعكسهم وتدعمهم. ينظر الكثير إلى تفكك الأشكال التقليدية للمجتمع، وأنماط الحياة ذات النزعة الاستهلاكية المهدورة، وتدمير الموائل الطبيعية، والتمدد الحضري، والمصانع الزراعية، والاعتماد المفرط على الوقود الأحفوري، باعتبارها اتجاهات يجب تغييرها لتجنب الكوارث البيئية، وخلق أساليب حياة أكثر ثراءً وأكثر إرضاءً.
تقدم القرى البيئية مجتمعات صغيرة مع الحد الأدنى من التأثير البيئي أو التأثيرات التجديدية كبديل. تتعاون مثل هذه المجتمعات مع قرى الأقران غالبًا في شبكات خاصة بها. يشبه نموذج العمل الجماعي هذا نموذج عشرة آلاف قرية، والذي يدعم التجارة العادلة للسلع في جميع أنحاء العالم.

## التعريف
وضع روبرت غيلمان في عام 1990، تعريفًا للقرية البيئية وأصبح قياسيًا لسنوات عديدة. عرّف غيلمان القرية البيئية أنها:
«مستوطنة بشرية كاملة المواصفات تندمج فيها الأنشطة البشرية في العالم الطبيعي دون أن تسبب أي أذى، وبطريقة داعمة للتنمية البشرية السليمة، وقادرة على أن تستمر بنجاح في المستقبل إلى أجلٍ غير مسمى».
عرّفت كوشا جوبرت، المديرة التنفيذية لشبكة القرى البيئية العالمية، القرية البيئية على أنها:
«المجتمع المتعمد أو التقليدي، والريفي أو الحضري المصمم بوعي من خلال العمليات التشاركية المملوكة محليًا في جميع أبعاد الاستدامة الأربعة (الاجتماعية والثقافية والبيئية والاقتصادية) لتجديد بيئاتها الاجتماعية والطبيعية»
يُنظر إلى القرى البيئية على أنها عملية مستمرة، وليست نتيجة معينة. تبدأ غالبًا بالتركيز على أحد الأبعاد الأربعة للاستدامة، كالبيئة على سبيل المثال، ولكن تتطور إلى نماذج شاملة للإصلاح. الهدف من أجل الاستدامة من وجهة النظر هذه ليس كافيًا، إذ من الحيوي استعادة وتجديد نسيج الحياة وعبر جميع أبعاد الاستدامة الأربعة: الاجتماعية والبيئية والاقتصادية والثقافية.
تطورت القرى البيئية في السنوات الأخيرة مع تقدم التكنولوجيا، إذ امتلكت هياكل أكثر تعقيدًا كما لاحظ بايدون إم. في عام 2013.
لا يرتبط مفهوم القرية البيئية بشكل عام بمنظمات متعصبة (دينية أو سياسية أو مؤسسية) أو أنظمة معتقدات غير مرتبطة مباشرة بالبيئة، مثل الأديرة أو الطوائف أو البلديات.

## الحوكمة
الحكومة الفعالة مهمة للقرى البيئية، وتوفر مؤسسة خيرية تعليمية للترويج في نمط الحياة المستدامة (كانينغهام والارتداء، 2013). ظهرت بعض الصعوبات مع الإجماع كطريقة يومية لصنع القرار، على الرغم من ميل الجيل الأول من القرويين البيئيين لاعتماد صنع القرار بالإجماع كطريقة للحوكمة، إذ يمكن أن يستغرق وقتًا طويلًا للغاية، ويمكن في كثير من الأحيان أن تُعترض القرارات من قبل عدد قليل من الأفراد العنيدين. انتقلت العديد من القرى البيئية في الآونة الأخيرة نحو السوسيوقراطية وأساليب صنع القرار ذات الصلة.
تبحث القرى البيئية أيضًا عن حكومة بديلة مع التركيز على الروابط الأعمق في البيئة أكثر من الاقتصاد.

## وصلات خارجية
- الشبكة العالميّة للقرى البيئيّة (بالإنجليزية)
- يوروتوبيا - الدليل الأوروبيّ للتجمعات والقرى البيئيّة (بالإنجليزية)